# Johann Conrad Bechtold

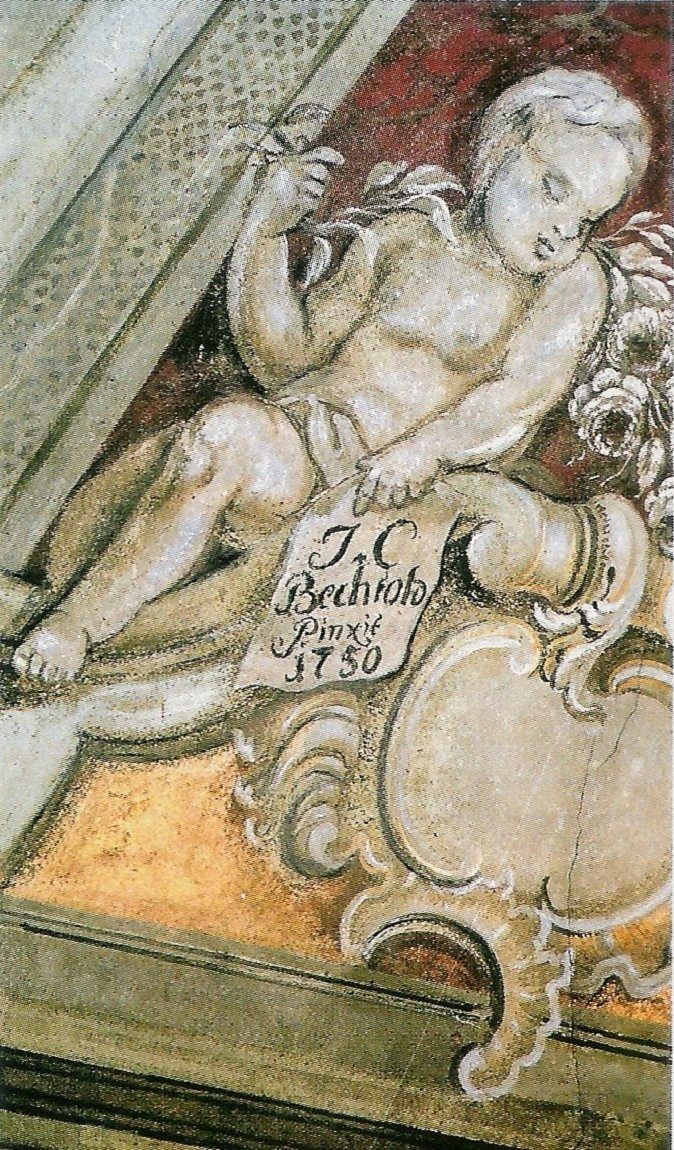
Signatur des Malers an der Kirchendecke St. Johannes der Täufer, Mönchberg

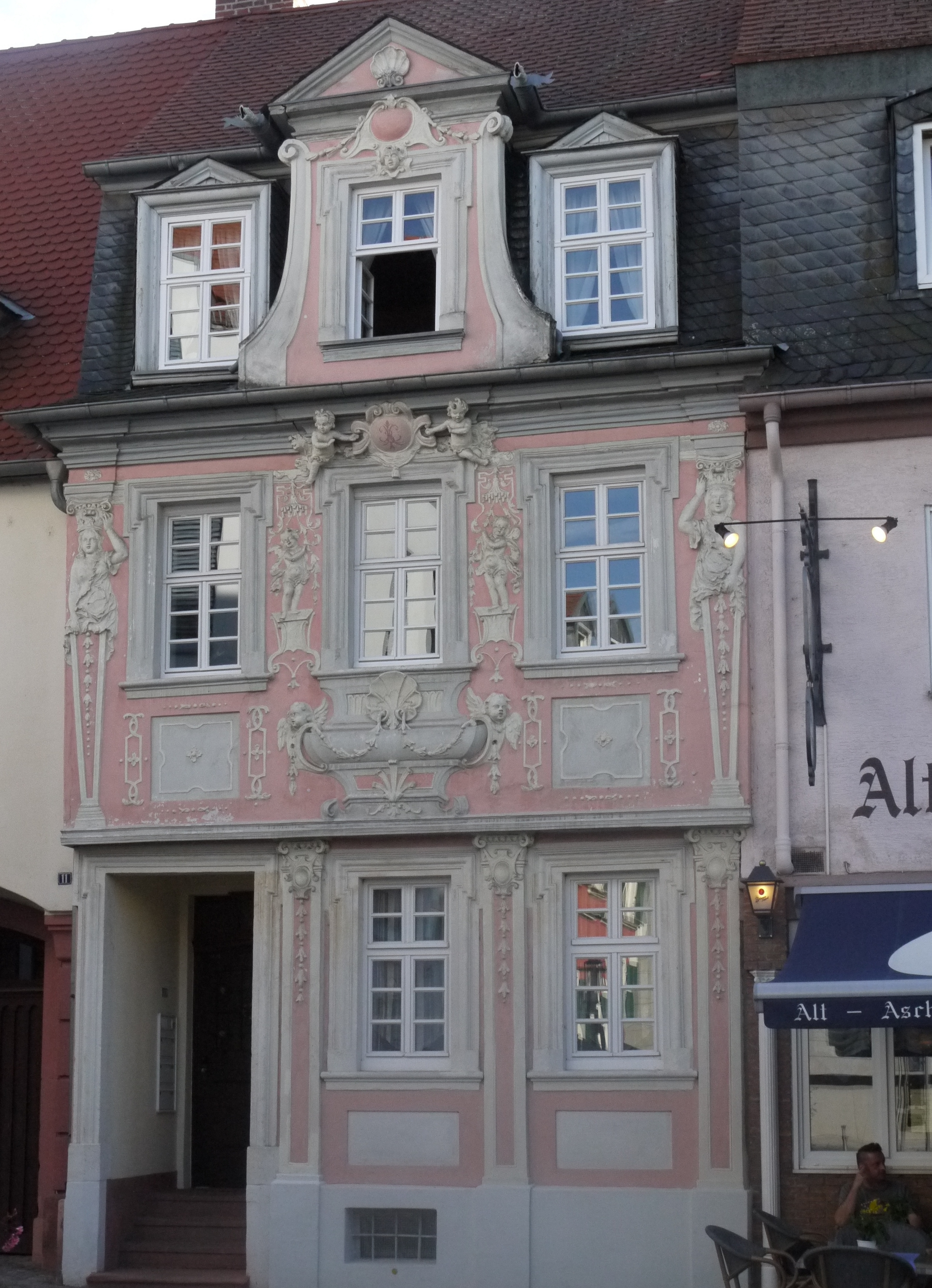
„Bechtold-Haus“ in Aschaffenburg, mit Stuckfassade des Künstlers

Johann Conrad Bechtold, öfter auch Jakob Conrad Bechtold bzw. Johann Jakob Conrad Bechtold (* 25. Juli 1698 in Aschaffenburg; † 4. Juni 1786 ebenda) war ein deutscher Kirchenmaler und Stuckateur des Barock in Unterfranken.

## Leben und Wirken
Er wurde als Sohn des Büttners Nikolaus Bechtold und dessen Frau Katharina geb. Löchler geboren. Im Alter von 25 Jahren heiratete er die Böttcherstochter Anna Margaretha Löchler, wohl aus der Verwandtschaft seiner Mutter, mit der er elf Kinder hatte. Die Familie wohnte im erhaltenen „Bechtold-Haus“, Aschaffenburg, Strickergasse 11, dessen Stuckfassade er auch fertigte.
Johann Conrad Bechtold wirkte in Unterfranken als Kirchenmaler. Er arbeitete im Freskostil, aber auch in Öl für Altarblätter etc. Durch ein Ölgemälde im Fechenbacher Pfarrhaus ist seine Tätigkeit ab 1726 belegt. Es folgten Aufträge für Pflochsbach (1728), Wörth am Main (1730), Seligenstadt (1731), Großostheim (1733 oder 1738), Mönchberg (1750), Trennfurt (1754), Kleinwallstadt (1754), Wintersbach (1755), Niedernberg (1759), Elsenfeld (1767), Aschaffenburg (1768 Jesuitenkirche, 1770 Muttergottespfarrkirche und 1777 St. Agatha), Großostheim (1771) und Mömlingen (1774).
Seine Hauptwerke sind die Deckenfresken in der Kirche St. Johannes der Täufer in Mönchberg, das Deckengemälde in der Pfarrkirche St. Peter und Paul Großostheim, die Fresken in der Bibliothek des Prälaturhauses von Kloster Seligenstadt und die im Zweiten Weltkrieg zerstörte Deckenmalerei (Chor und Langhaus) der Muttergottespfarrkirche Aschaffenburg. Im Kloster Seligenstadt führte Bechtold auch Stuckaturarbeiten aus.
Den Auftrag in Mönchberg erteilte ihm der damalige Ortspfarrer Johann Philipp Janson (1707–1758), weshalb er ihn zum Dank in einem Fresko über dem Chorbogen der Kirche verewigte. Man findet sein Porträt dort auf einer gemalten Vase, deren Henkel zu den Buchstaben „P J“ (Philipp Janson) geformt sind. An der Kirchendecke in Mönchberg hat Johann Conrad Bechtold 1750 außerdem seine von einem Putto gehaltene Signatur hinterlassen. Sie lautet „J C Bechtold“.
Der Künstler verstarb 1786 in Aschaffenburg und wurde auf dem damaligen Friedhof bei der St. Agatha-Kirche beigesetzt.

## Galerie

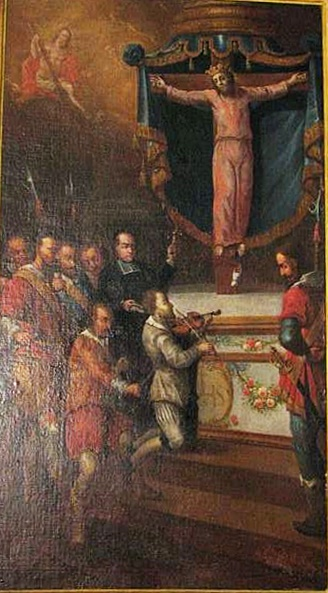
Sogenanntes Kümmernisbild, Kirche St. Nikolaus, Wörth am Main, 1730
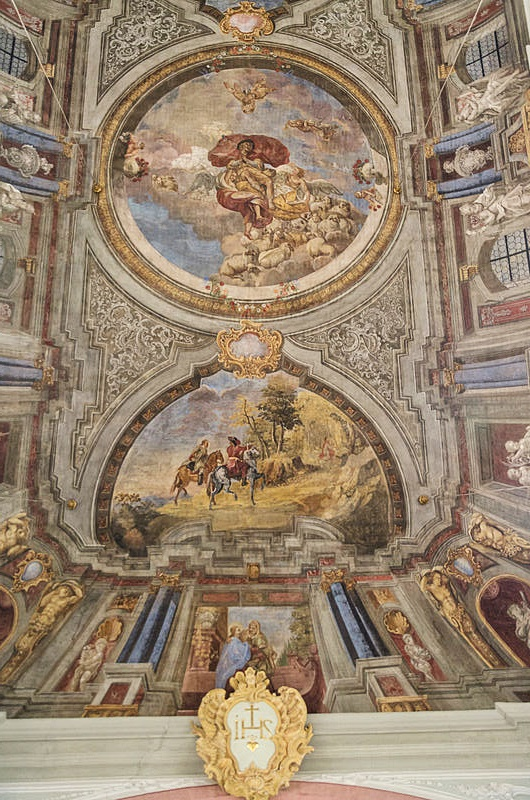
Deckenfresken in der Kirche St. Johannes der Täufer, Mönchberg, 1750
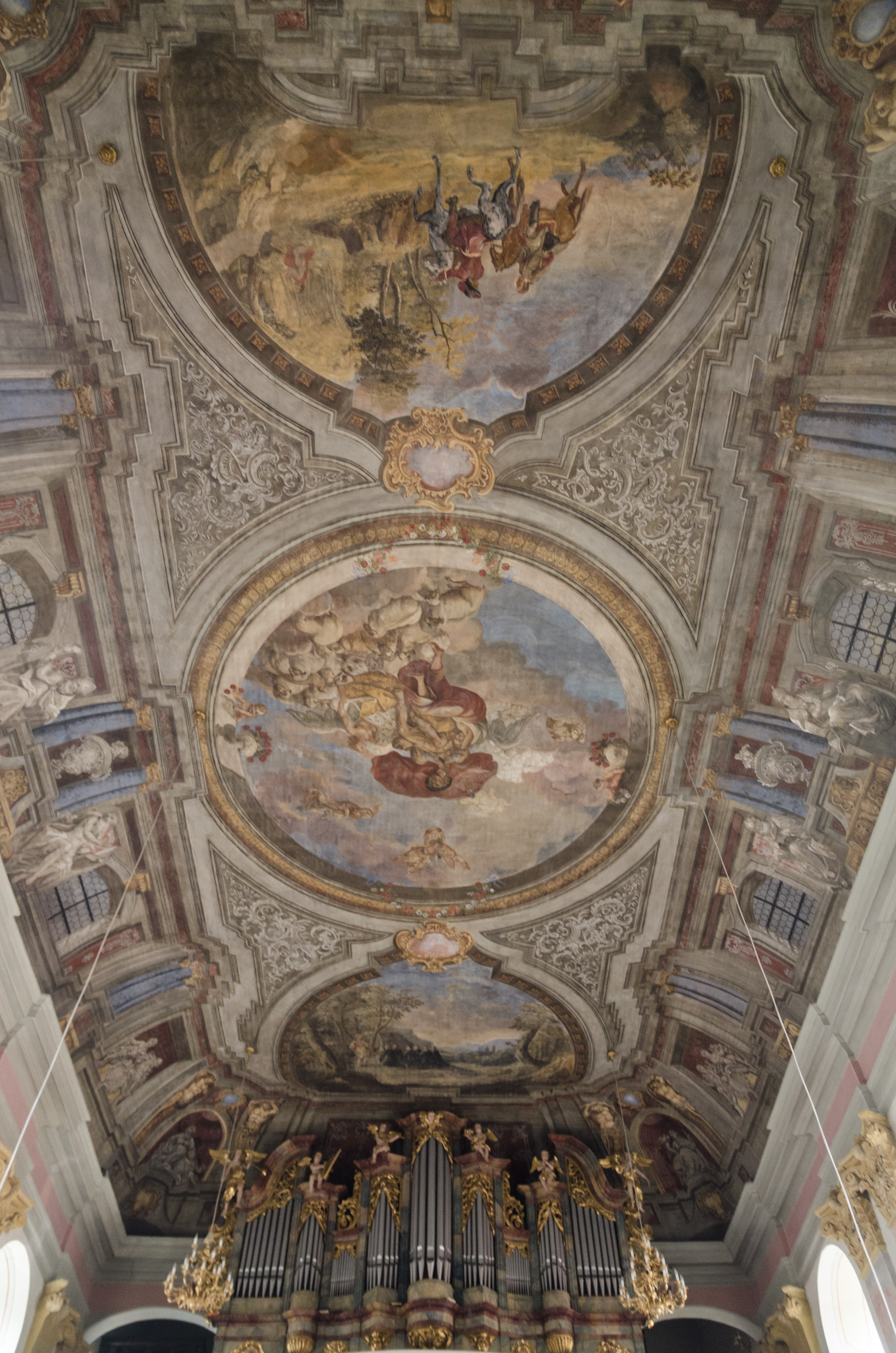
Deckenfresken in der Kirche St. Johannes der Täufer, Mönchberg, 1750
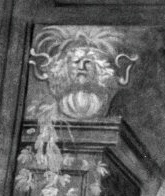
Porträtfresko von Pfarrer Johann Philipp Janson, Kirche Mönchberg
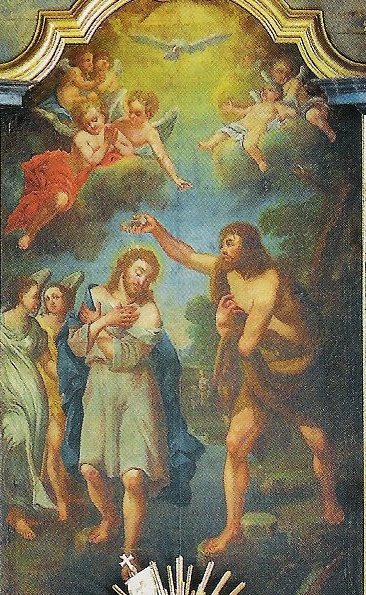
Hochaltarbild Kirche Mönchberg, 1750
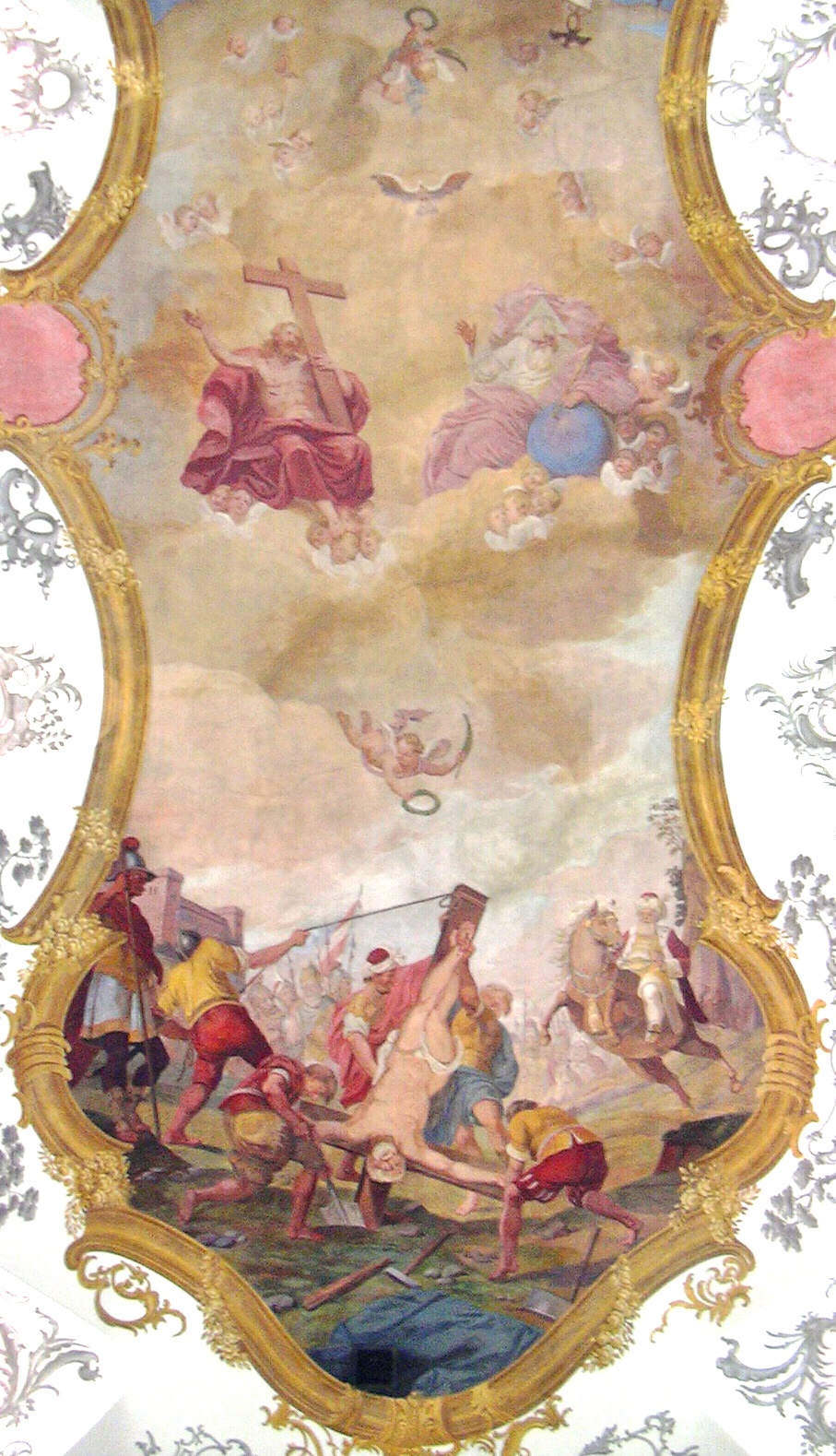
Deckengemälde, Kirche St. Peter und Paul, Großostheim, 1771